# Niagara Film Studios
Niagara Film Studios foi uma companhia cinematográfica estadunidense da era do cinema mudo, que foi responsável pela produção do seriado Perils of Our Girl Reporters, em 15 capítulos, que teve início em 1916 e foi veiculado nos cinemas até 1917. Essa foi sua única produção, e foi distribuída pela Mutual Film Corporation.

## Capítulos de Perils of Our Girl Reporters

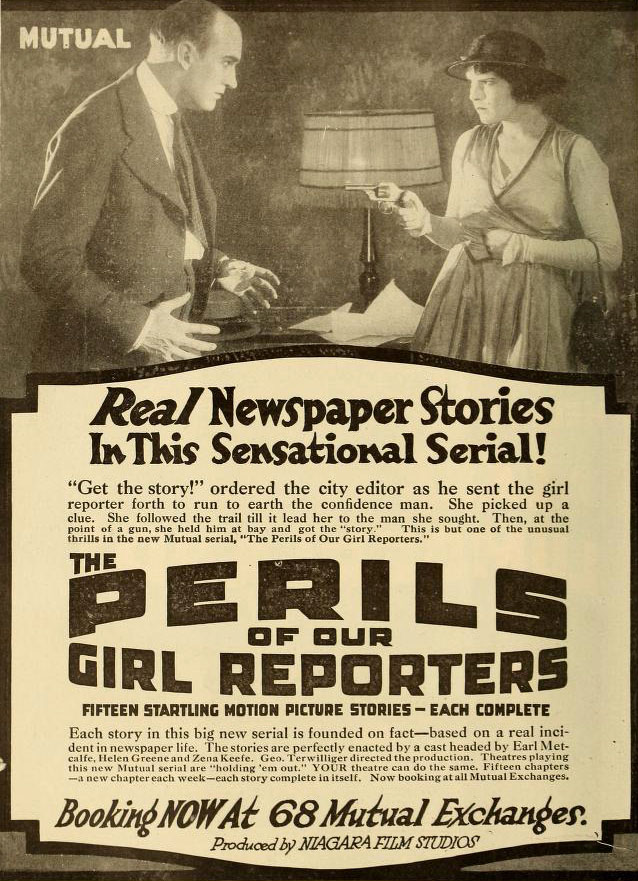
Cartaz do seriado Perils of Our Girl Reporters, de 1916, produzido pelo Niagara Film Studios.

Fonte: 
1. The Jade Necklace (28 de dezembro de 1916)
2. The Black Door (3 de janeiro de 1917)
3. Ace High (10 de janeiro de 1917)
4. The White Trail (17 de janeiro de 1917)
5. Many a Slip (24 de janeiro de 1917)
6. A Long Lane (31 de janeiro de 1917)
7. The Smite of Conscience (7 de fevereiro de 1917)
8. Birds of Prey (14 de fevereiro de 1917)
9. Misjudged (21 de fevereiro de 1917)
10. Taking Chances (28 de fevereiro de 1917)
11. The Meeting (7 de março de 1917)
12. Outwitted (14 de março de 1917)
13. The Schemers (21 de março de 1917)
14. The Counterfeiters (28 de março de 1917)
15. Kidnapped (4 de abril de 1917)